# ロッカフェラー・スカンク
「ロッカフェラー・スカンク」は、イギリスのDJファットボーイ・スリムの曲である。1998年のアルバム『ロングウェイ・ベイビー!!』に収録されていて、この曲はシングルとして発売された。
シングルは1998年6月に全英シングルチャートで6位を記録した。アメリカ合衆国ではファットボーイ・スリムにとって「プレイズ・ユー」に続く2枚目のシングルとして発売され、ビルボード・ホット100で72位を記録した。
「ロッカフェラー・スカンク」はスピン誌が発表する1998年の年間最優秀シングルで1位を獲得した。

## サンプリング
曲には「Right about now…（省略）」という言葉が繰り返されるが、これはラッパーのロード・フィネスが曲「Vinyl Dogs Vibe」で発した声がサンプリングされたものである。
他にも、ジャスト・ブラザーズの「Sliced Tomatoes」やボビー・フラーの「I Fought the Law」、ジョン・バリーの「Beat Girl」がこの曲にはサンプリングされている。ギター・ラインはアート・オブ・ノイズの「Peter Gunn」である。
ファットボーイ・スリムは、サンプリング元の各アーティストにロイヤルティーを25%ずつ支払ったため、自身の元にはロイヤルティーは残らなかった、と語っている。

## 備考
この曲はTBSの1998年のテレビ番組『くえない奴』のオープニング・テーマで使用された。
2012年のロンドンオリンピックの閉会式では、ファットボーイ・スリムが自らDJとして登場してこの曲が演奏された。
アサヒビールのビールテイスト飲料、アサヒドライゼロ（石川遼出演）のCMソングにも使用されていた。